# Route der Industriekultur – Industrielle Kulturlandschaft Zollverein

Schacht 12

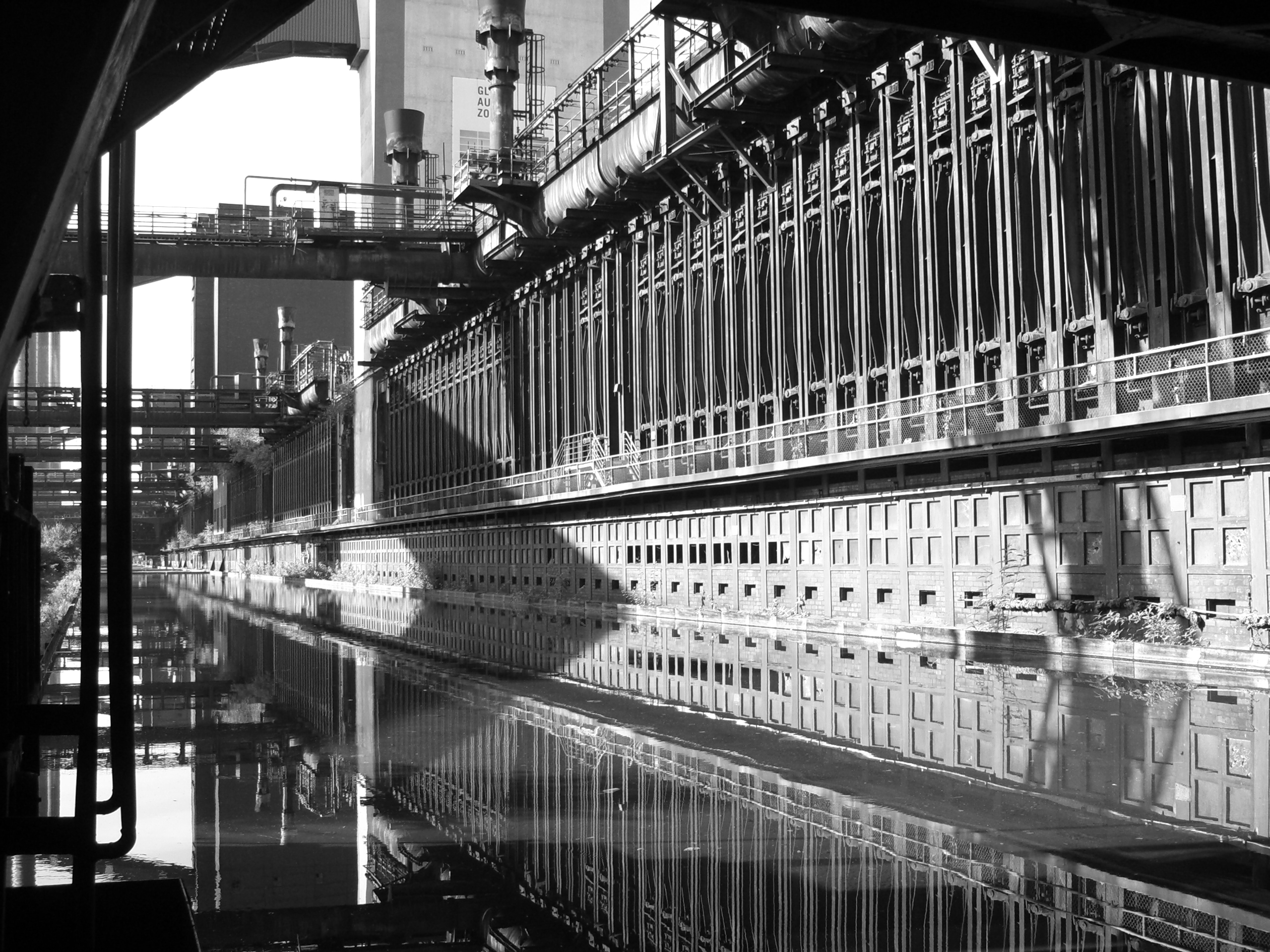
Kanal an der Kokerei

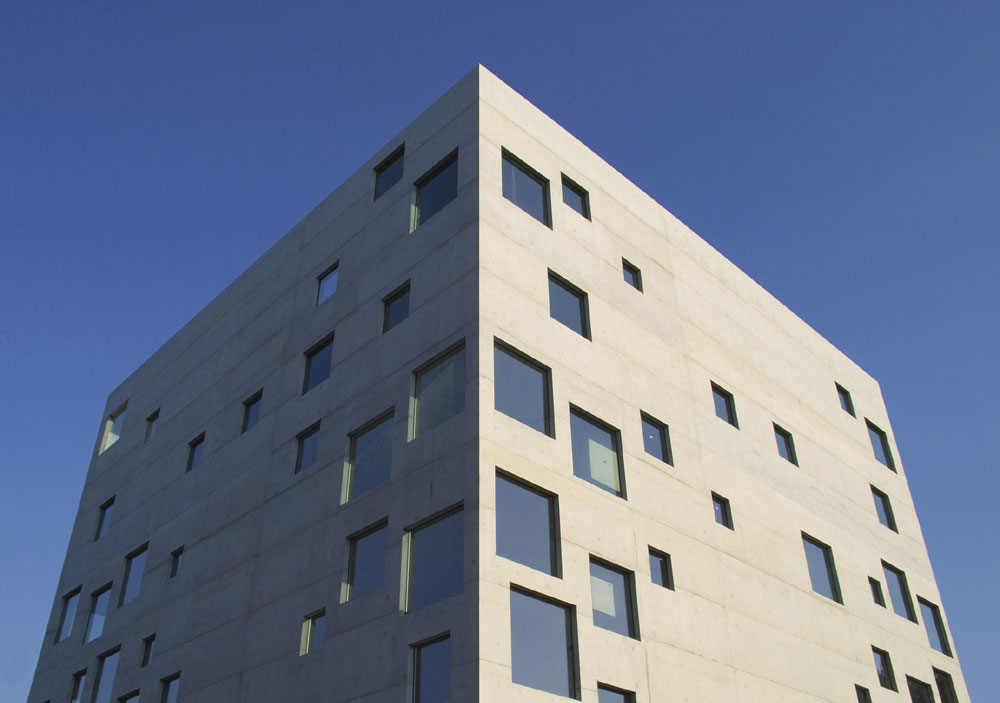
Zollverein School of Management and Design

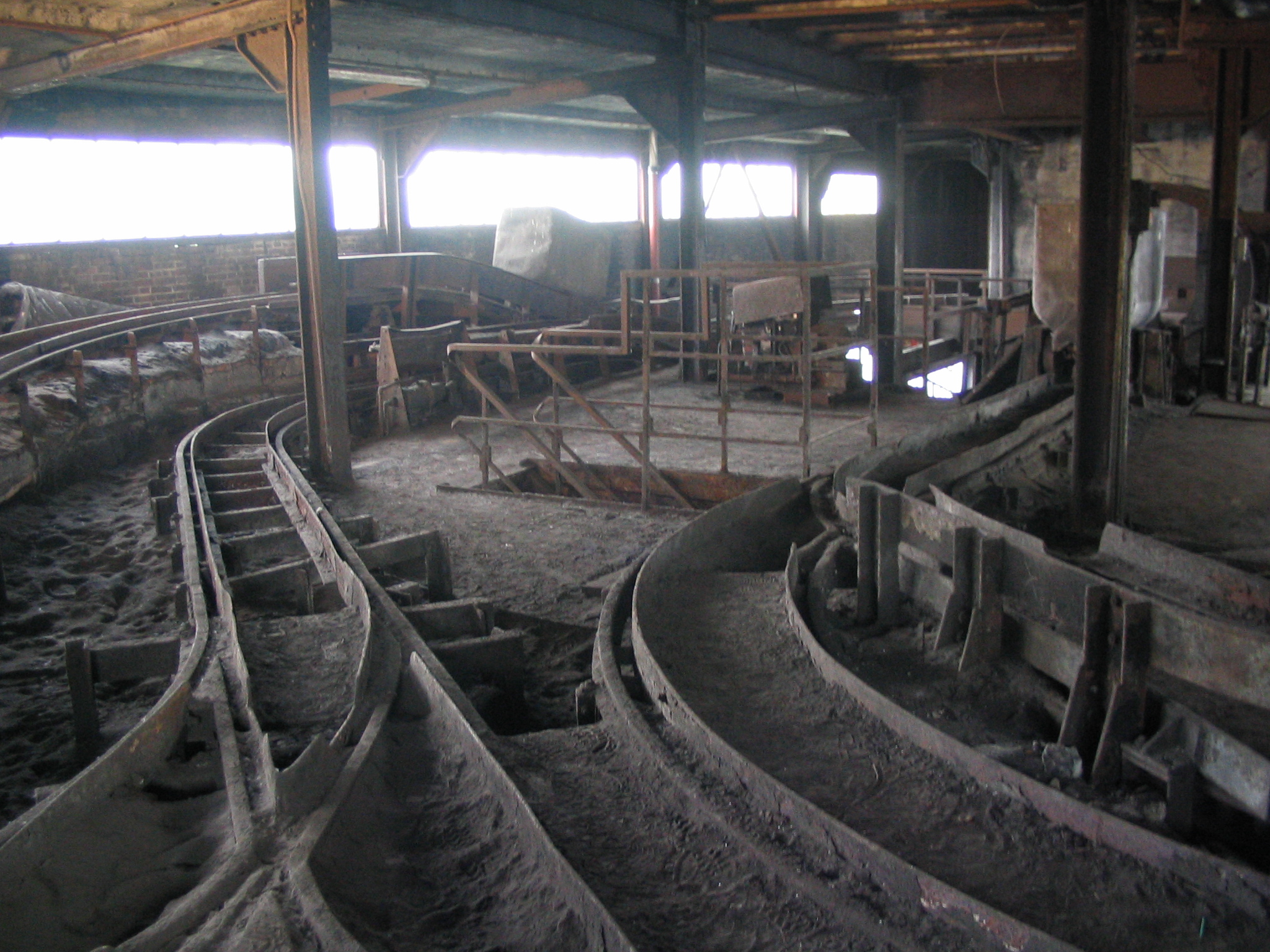
Lorenbahn

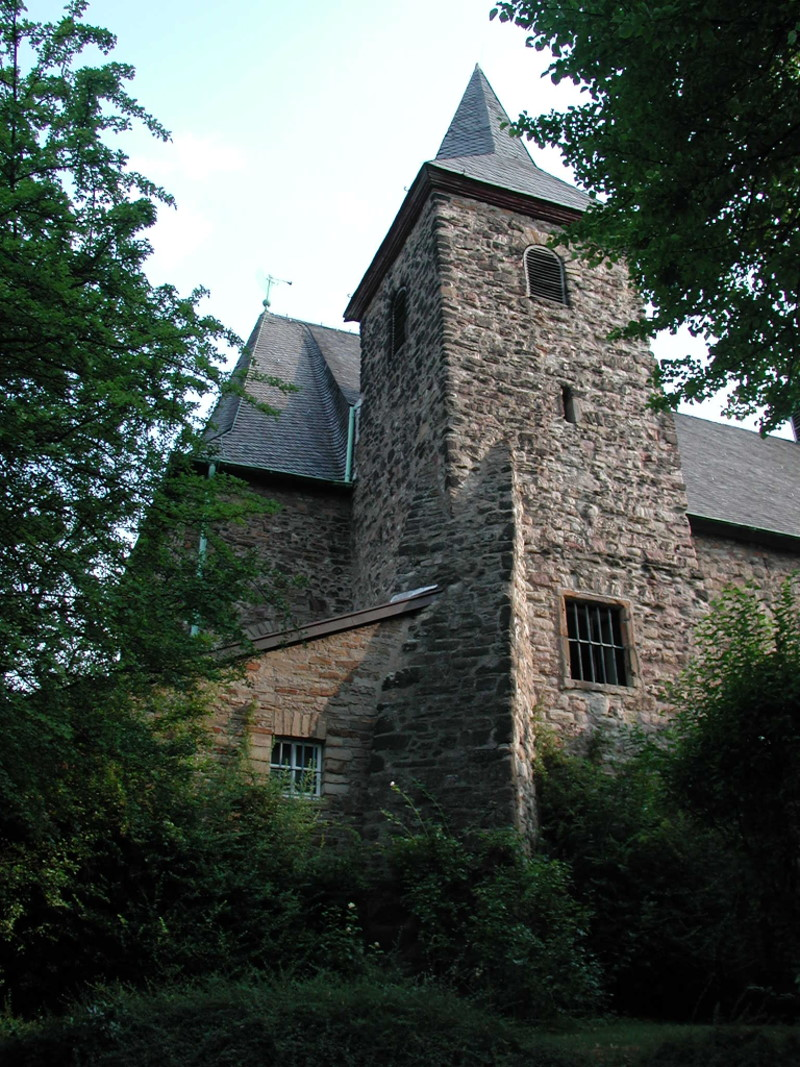
Stiftskirche

Industrielle Kulturlandschaft Zollverein ist der Name der zweiten Themenstrecke der Route der Industriekultur. Die Zeche Zollverein, seit 2001 Weltkulturerbe, förderte von 1847 bis 1986 und die Kokerei Zollverein bestand mit den Vorstufen Meileröfen und Maschinenöfen von 1857 bis 1993. Beide waren der Mittelpunkt des Lebens im Norden Essens. Im Umfeld der Zeche entstanden die Direktorenvilla und Arbeitersiedlungen, Gotteshäuser und Infrastrukturen, die stellvertretend sind für die Entwicklung des Ruhrgebiets.
Im Dezember 2008 und Anfang 2010 veränderte der RVR die Route in Inhalt und Reihenfolge. Diese Veränderungen sind kursiv dargestellt.

## Haltepunkte
- Welterbe Zollverein – Zeche Zollverein XII
- Zeche Zollverein Schacht 1/2/8
- Zechenverwaltung (entfällt)
- Welterbe Zollverein – Kokerei Zollverein
- Köln-Mindener Eisenbahn und die Werksbahn Zollverein (letzteres eingefügt)
- Siedlung Theobaldstraße
- Werksfürsorge
- Marktplatz Katernberg mit Bergmannsdom (Kirche 2010 ergänzt und Anfang 2013 wieder gestrichen)
- Heinrich-Lersch-Straße
- Katholische Kirche St. Josef
- Arbeitersiedlung Hegemannshof/Meerbruchstraße (Begriff ergänzt)
- Fatih-Moschee (neu)
- Zollverein-Halde und Trabrennbahn (umbenannt und ergänzt)
- Zollverein Schachtanlage 4/5/11 – Triple Z (ergänzt)
- Konsumanstalt
- Arbeitersiedlung Ottekampshof
- Pumpwerk Zollvereinsgraben entfällt
- Dortmannhof
- Direktorenvilla entfällt
- Pestalozzi Siedlung
- Steigerhäuser Zollverein entfällt und Kolonie 3
- Straßenbahn in Katernberg
- Zollverein Schachtanlage 3/7/10
- Königreich Beisen
- Schonnebecker Geschäfte
- Jugendhalle Schonnebeck
- Friedhof am Hallo
- Zollverein Schachtanlage 6/9 (neu)
- Siedlung Stiftsdamenwald (neu)
- Evangelische Thomaskirche (neu)
- Rathaus Stoppenberg
- Stiftskirche
- Katholische Kirche St. Nikolaus (Begriff umbenannt)
- Siedlung Drostenbusch